# Gustavo García Siller
Gustavo García Siller (San Luis Potosí, San Luis Potosí, México, 21 de diciembre de 1956) es un arzobispo católico méxico–estadounidense. Desde 2010 se desempeña como arzobispo de la arquidiócesis de San Antonio en Texas.

## Vida

### Primeros años
Nació el 21 de diciembre de 1956 en San Luis Potosí, México hijo de Gustavo García Suárez y María
Cristina Siller de García, él fue el mayor de 15 hijos. Creció barriendo pisos, lavando ventanas, entre otras responsabilidades, también trabajó en la tienda de muebles de su familia hasta que tuvo 16 años. Asistió y se graduó de la Escuela Primaria y Secundaria del Colegio Motolinía, en San Luis Potosí. Recibió su certificado de Formador de la Escuela de Verano de para formadores. Obtuvo una Maestría en Teología y Divinidad del Seminario de San Juan en Camarillo, en California y recibió su Maestría en Filosofía del Instituto de Filosofía de Guadalajara, México. También, asistió al ITESO, una Universidad Jesuita en Guadalajara México, donde obtuvo su Maestría en Psicología

## Vida Clerical

### Sacerdote
En 1975 el arzobispo García-Siller profesó como miembro de los Misioneros del Espíritu Santo.
Fue enviado a los Estados Unidos por su orden en el 1980, donde trabajó en cercanía y en colaboración
Con la comunidad inmigrante. Se ordenó sacerdote el 22 de junio del 1984 en Guadalajara, México.
Obtuvo su ciudadanía estadounidense el 15 de diciembre del 1998. Sus 26 años de servicio sacerdotal ha tomado muchas formas, incluyendo ministrando a las comunidades con variedades de intereses culturales. Mientras que en California él ministró en Fresno y en tres parroquias en el área de Los Ángeles. También trabajó en Oregón durante tres años. A través de los muchos años, él ha hablado en muchas misiones en las comunidades parroquiales católicas en los Estados Unidos. 
Una gran parte del trabajo del arzobispo envolvía la formación de los miembros de su orden religiosa.
Desde el año 1978 hasta el 1980, enseñó en el Seminario Menor INUMYC en Guadalajara, México, y en
El Instituto de Filosofía en Guadalajara. Se desempeñó como formador y profesor en el Instituto de
Filosofía en Guadalajara, México a partir de 1988 hasta el 1990. También fue rector de los Misioneros Del Espíritu Santo en Lynwood y Long Beach, California (1990 - 1996) y mantuvo esta misma posición en
Mount Ángel en Oregón (1996-1999). El Arzobispo García-Siller ha ocupado varios puestos de liderazgo en su orden religiosa. Desde el 1999 a 2003, ocupó el cargo de Superior Mayor de los Misioneros del Espíritu Santo, administrando un área
Que en ese tiempo incluía a los Estados Unidos y Canadá. Fue elegido Provincial de la orden en el 2003.

### Obispo y arzobispo
Fue nombrado obispo auxiliar de la Arquidiócesis de Chicago el 24 de enero del 2003 por el Papa Juan Pablo II, y fue ordenado el 19 de marzo de 2003 por el Arzobispo de Chicago, el cardenal Francis George, O.M.I., luego fue nombrado Arzobispo de San Antonio por el Papa Benedicto XVI el 14 de octubre de 2010. Fue instalado como arzobispo el 23 de noviembre del 2010 de San Antonio, Texas.
A nivel nacional, el Arzobispo García-Siller ha participado en una serie de comités para la Conferencia de Obispos Católicos Estadounidense (USCCB): El Comité de Diversidad Cultural en Asuntos Hispanos,
Asuntos Afroamericanos, Comité sobre los hispanos y la Liturgia, el Comité sobre Migración (USCCB), y
Se desempeñó el rol como Presidente de la Región 7 de la USCCB, que incluye a Illinois, Wisconsin y a
Indiana. También sirvió en el Comité de Vida Consagrada. Él es parte del Subcomité de Obispos para los
Hispanos y la Liturgia y del Comité de Justicia Nacional y Desarrollo Humano.